# Singoalla (roman)
Singoalla (1857) är en historisk roman skriven av Viktor Rydberg. Boken utspelar sig på medeltiden och kretsar kring kärleken mellan riddarsonen Erland Månesköld och den mystiska romska flickan Singoalla. Romanen kom först ut i göteborgskalendern Aurora, då med undertiteln Romantisk sagodikt. Den första bokupplagan utgavs 1865, då med ett omarbetat lyckligt slut istället för det ursprungliga olyckliga.
Romanen gav även upphov till namnet till singoallablusen som är inspirerad av romska kläder.

## Handling
Singoalla utspelas under 1340- och 1350-talen i Småland och handlar om förälskelsen mellan riddarsonen Erland och Singoalla, dottern till de kringvandrande romerna som rastar några dagar nära slottet. Deras första möte är vid bäcken som går genom skogen som tillhör Erlands fars slott. Detta blir ett kort möte då Singoallas folk ger sig av igen samma kväll, men Erland kan inte glömma Singoalla. När hennes folk ett år senare återvänder och ber Erlands far om att få slå upp sitt läger i hans skog i en vecka medan de väntar in en annan grupp ser Erland sin chans att få träffa henne igen. Under denna vecka träffas de unga varje kväll och deras kärlek växer.
En kväll bestämmer de sig för att gifta sig endast genom ett heligt löfte till varandra men Singoallas trolovade Assim ser dem och berättar allt för hennes far. De nygifta går då och pratar med Singoallas far och det blir bestämt att Erland ska följa med då de ska vandra vidare samma natt. Vad de inte vet är att det kringvandrande folket stulit saker från klostret där Erland undervisats och när de kommit en bit på vägen kommer Erlands folk ikapp dem för att ta tillbaka dessa saker. Assims mor har vid denna tidpunkt förgiftat Erland i förtid, med folket bakom sig, och låter munkarna välja mellan sakerna och Erland. Traktens folk väljer att ta med Erland hem igen medan det kringvandrande folket vandrar vidare. När Erland vaknar till liv igen från förgiftelsen så tror han att Singoalla varit med på det hela och börjar därför hata henne över allt annat. Han gifter sig med Helena som varit hans trolovade sedan barnsben och de får en son. Vad han inte vet är att Singoalla blivit bortförd av sin far och att hon fått höra av Assim att Erland avlidit. Hon väljer då att leva ihop med Assim, men inte som man och hustru, då Assim följer henne som hennes slav.
Flera år senare återvänder hon med Assim och sin och Erlands son Sorgbarn. Hon har fått reda på att Erland fortfarande är i livet och bestämmer sig för att nästla in Sorgbarn i hans hem. Sorgbarn går därför till klostret och säger att han vill bli Erlands slav i hundra dagar och när dessa dagar gått skulle klostret få tillbaka alla de saker som stulits ifrån dem tio år tidigare. Sorgbarn säger sig nämligen drömma sanndrömmar om var dessa saker gömts. Så blir det bestämt att Sorgbarn ska bo hos sin far som slav och betjäna honom i hundra dagar. Efter ett tag börjar Sorgbarn hypnotisera Erland om nätterna och tar med honom till Singoalla som bor gömd i skogen. På nätterna när Erland är hypnotiserad kommer han ihåg att han älskar Singoalla och kallar Sorgbarn för sin son, men på dagarna hatar han Singoalla och Sorgbarn mer och mer.
Det hela slutar med att Erland överlistar Sorgbarn och dödar honom i skogen. Han väljer däremot att låta Singoalla leva då han hört att pesten är på väg och tror därmed att hon ändå inte har lång tid kvar att leva. Han lovar henne även att han ska leva resten av livet i det fria utan tak över huvudet. Sju dagar senare går Erland till klostret för att prata med sin vän Johannes. Han får då veta att hans fru Helena dött i pesten men att hans son blivit omhändertagen av en mörk flicka som tagit med honom på sin resa. Erland inser att denna flicka är Singoalla. Han ber Johannes att flytta ut i skogen med honom och Johannes tackar ja. De går ut i skogen och gräver en bostad i en kulle där de sedan lever hela sina liv som eremiter. Flera år senare kommer en yngling och pratar med Erland, ger honom en kram för att sedan gå sin väg igen. Denna yngling är hans och Helenas son som uppfostrats av Singoalla.

## Rollfigurer
- Erland Månesköld, en riddarson
- Singoalla, en romsk flicka
- Assim, Singoallas trolovade

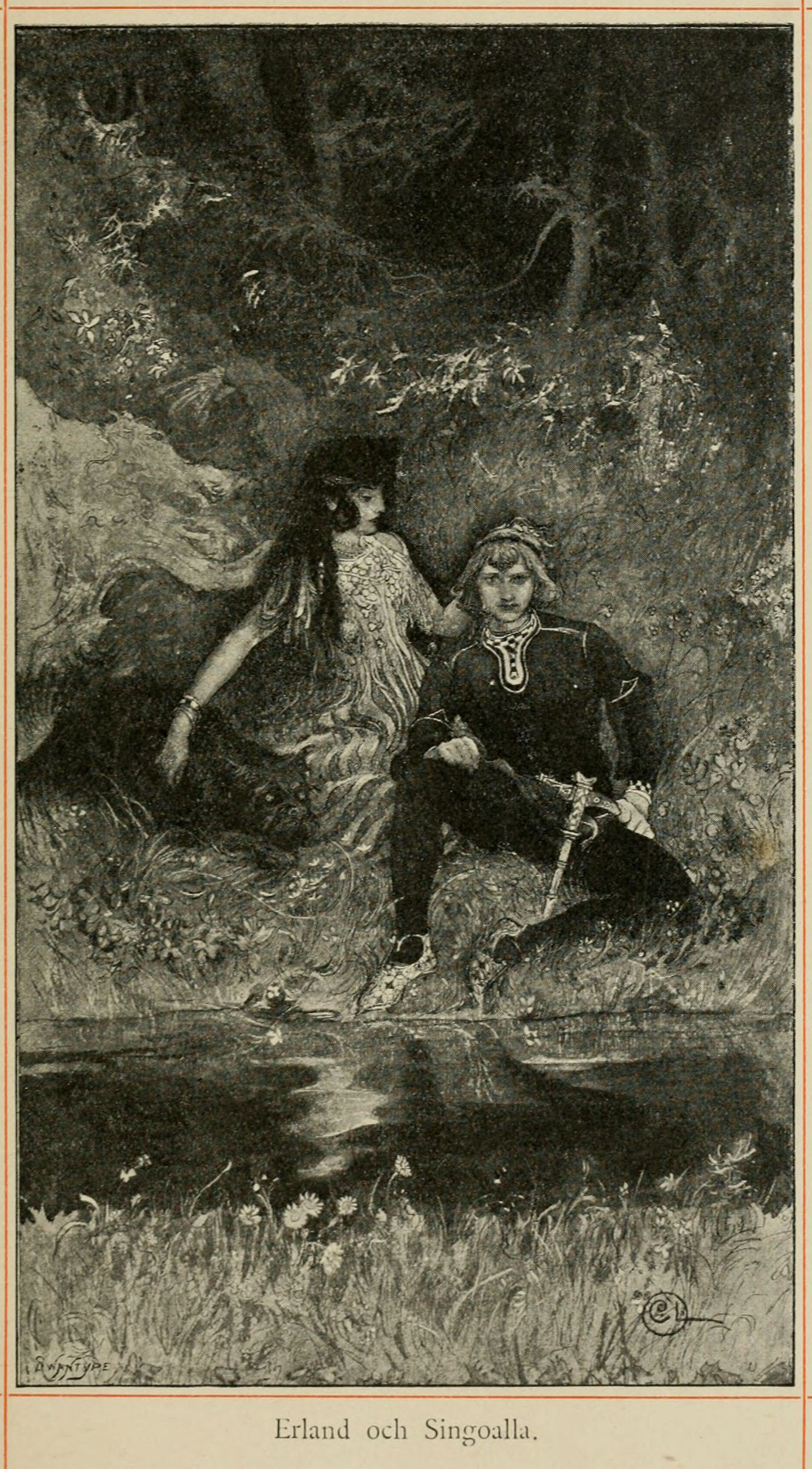
Singoalla och Erland illustrerade av Carl Larsson i bokens fjärde upplaga.

- Sorgbarn, Erlands och Singoallas utomäktenskapligt födda son
- Helena, Erlands fru
- Johannes, Erlands vän

## Upplagor och översättningar
Den första versionen av romanen inflöt 1857  i kalendern Aurora. Rydberg omarbetade däremot romanen i större och mindre grad mellan upplagorna och när han själv publicerade boken för första gången år 1865 så var slutet helt omarbetat och det hade ett lyckligare slut än det ursprungliga olyckliga. Han fortsatte även inför de senare upplagorna 1876 och 1893 att göra ändringar, dock av mindre genomgripande karaktär. Den fjärde upplagan från 1894 innehöll illustrationer av Carl Larsson. Gidlunds förlag gav ut boken för första gången på i sin ursprungliga version 1983 på författaren Sven Delblancs initiativ. Av Rydbergs romaner har Singoalla kommit i flest utgåvor och från mitten av 1900-talet blev den Rydbergs mest utgivna roman på svenska.
Singoalla är även Rydbergs mest översatta roman och har översatts till tio språk och har publicerats utomlands nästan trettio gånger. Ett år efter romanens publicering, år 1866 utkom en dansk översättning av en anonym översättare. Kommande årtionden översatts den till tyska (av M. L. Sunder, 1885), holländska (Philippine Wijsman, 1899) och finska (Juhani Aho, 1895). Singoalla, likt resterande av Rydbergs verk, slog inte igenom internationellt under sin livstid. Förläggaren Fredk. J. Crowest skriver således i förordet till Josef Fredbärjs engelska översättning av Singoalla 1904 att ”Rydberg var under sin livstid ringa känd utanför sitt eget land. Det är dock inte otroligt att Rydbergs postuma rykte kommer att bli större än det under hans livstid.” Trots att detta är sant så förblev Singoalla hans skrivelse som efter 1920-talet i huvudsak fortfarande har publicerats utomlands.

## Tolkningar
Flera akademiker tolkar homoerotiska undertoner i ursprungsversionen av Singoalla mellan Erland och Sorgbarn och att dessa speglar Rydbergs egna dragningar. Den första personen som förde fram tanken var Victor Svanberg i Novantiken i Den siste atenaren (1928). I texten hänvisar Svanberg till en brevväxling mellan Rydberg och en av hans unga elever under informatorstiden på Senäte, Rudolf Ström, där Svanberh tolkar från tonen i breven att relationen haft inslag av sexuell attraktion. I hänvisning till andra biografiska faktorer som influerade författandet av Singoalla konstaterar han att ”I Erlands känslor för Sorgbarn igenkänner man Rydbergs känslor för Rudolf Ström”.
Sven Delblac argumenterar även in sin inledning till Gidlunds utgåva av boken samt i Den svenska litteraturen del III (1988) att romanen genomsyras av homosexuella böjelser som Rydberg biktar sig för, samt att ändringarna i senare upplagor varit avsedda att dölja denna biktelse. Delblac hänvisar framför allt till Erlands förhållande till Sorgbarn som enligt honom inte bara är en påminnelse om hans svek mot Singoalla då han även innebär en ”erotisk frestelse” för honom. Delblac resonerar utifrån att Erland i början behandlar Sorgbarn hårt och avvisande men efter de första tio dagarna av barnets tjänst ger upp sitt motstånd och bejakar sin kärlek till honom som tar sig uttryck i kyssar och omfamningar. Delblacs tolkning fortsätter i scenen där Erland mördar Sorgbarn som en förtäckt skildring av ett homosexuellt samlag då barnet står på knä och Erland genomborrar ”hans mjuka hull med sitt hårda vapen”. Dominik Dziedzic gör en liknande analys av boken i sin artikel När begäret går överstyr. Den skeva gosseskildringen i ljuset av skräckromantiken i Viktor Rydbergs Singoalla (2021) och hänvisar vidare till romanens liknelser med skräckinlagen i annan gotisk litteratur. I och med att gotiska texter ofta testade gränserna för tabun om sexuallitet och kön argumenterar Dziedzic att "Erlands och Sorgbarns relation [framstår] tydligare som homoerotisk med tanke på det sexuella objektets kön, incestuös utifrån familjerelationen och pedofil utifrån objektets ålder".
Vidare tolkar Delblanc brevet från Norge som varnar för den annalkande pesten som ett förebud om ett straff för att Erland gett upp sitt motstånd mot den erotiska frestelsen. När digerdöden väl kommer så dör alla, enligt Delblanc, ”som på något sätt kunde ha vittnat om Erlands brott, bara så kan den ångestfulla skuldkänslan lättas.” Med sina nyare versioner av boken avsåg Rydberg enligt Delblac att dölja dessa budskap med sitt lyckliga slut där Erland behåller sin relation med Singoalla.
Andra som Stig Bäckman i sin artikel Viktor Rydberg som Erland Månesköld. Om Sven Delblancs läsning av Singoalla (2004) skriver att det inte finns reella beläggningar för denna tolkning i texten och att Rydberg snarare skriver om sin syn på barndomen som en tid av renhet och oskuld som är dömd att gå förlorad. Om Delblacs tolkning skriver Bäckman att "Vad vi kan konstatera är, att känsloläget i romanen knappast bär prägeln av skam och skuld [för homosexuella dragelser] utan, som i de ovan citerade slutorden, snarare av sorg och förlust."

## Adaptioner
- 1940: Adapterades till opera i fyra akter av Gunnar de Frumerie.[8]
- 1949: Filmatiserades som en svensk-fransk film av franske regissören Christian-Jaque.[9]
- 1961: Balett tonsatt av Jan Carlstedt.
- 2005: Uppfördes som pjäs av regissören Bobo Lundén i Hagaparken.[10]